# Folly Island (Neuseeland)
Folly Island ist eine der Campbell-Inseln, einer Gruppe kleiner subarktischer Inseln vor der zu Neuseeland gehörenden Insel Campbell Island im südlichen Pazifischen Ozean.

## Geographie
Die 460 m lange und bis zu 225 m breite Insel befindet sich 30 m vom Ramp Point an der südwestlichen Landzunge von Campbell Island entfernt. Sie erhebt sich mit ihren steil abfallenden Felsen bis über 60 m aus dem Meer.

## Geologie
Folly Island besteht aus Basalt-Gestein. Die Insel entstand durch Erosion und war ursprünglich Teil des ehemaligen Vulkans, der die Insel Campbell Island im späten Känozoikum bildete.

## Flora und Fauna
Die Insel ist unter anderem mit Tussock (Poa litorosa und Poa foliosa) bewachsen. Büsche und Bäume kommen nicht vor. Ein spezielles Gras, als Chionochloa antarctica bekannt, kommt auf der Insel vermutlich als ursprüngliche und unberührte Form vor.
Bei einer Erkundung der Insel im Jahr 1976 fand man auf der Insel lebende Ratten vor.

## Weltnaturerbe
Als Teil von Campbell Island zählt die Insel mit zum im Jahr 1998 anerkannten UNESCO-Weltnaturerbe, in dem die subarktischen Inselgruppen The Snares, Bounty Islands, Antipodes Islands, Auckland Islands und die Insel Campbell Island den Schutzstatus ausgesprochen bekommen haben.